# Samolot (zespół muzyczny)
Samolot – polski zespół pop-rockowy, działający w latach 1985–1986 w Warszawie.

## Historia
Formacja powstała z inicjatywy spółki autorskiej odpowiedzialnej za cały repertuar, którą tworzyli: Grzegorz Markowski (eks-Hazard) i Krzysztof Stefaniak. W latach 1985–1986 zespół zarejestrował szereg nagrań radiowych (Wynik dnia, Numer horoskopu, Mijasz mnie, Malowane dni, Czytałem w bardzo mądrych książkach, Doktora dajcie, Kolorowy telewizor). W listopadzie i w grudniu 1986 roku nagrał 9 utworów na longplay, który ukazał się w 1987 roku pt. Kolorowy telewizor w nakładzie 20 tys. egzemplarzy i został nagrany w składzie: Grzegorz Markowski (śpiew), Cezary Bierzniewski (gitara elektryczna), gitara akustyczna, Janusz Skowron (instrumenty klawiszowe), Robert Jaszewski (gitara basowa) i Wiesław Gola (perkusja) oraz gościnnie Tomasz Pierzchalski na saksofonie. Album jest zamkniętą opowieścią i jak powiedzieli w prasie jego twórcy przed nagraniem płyty: Nie będzie wesoła – raczej cyniczno-obserwacyjna, nie będzie jednak na niej ponuractwa. Sesję nagraniową poprzedziły próby w studiu. Zaś do tytułowej piosenki nakręcono teledysk. Po rozwiązaniu zespołu z końcem 1986 roku, Bierzniewski dołączył do heavymetalowej formacji Korpus, Jaszewski do Oddziału Zamkniętego, zaś Gola do Lady Pank.

## Dyskografia

### Nagrania radiowe (1985–1986)[1]
- Wynik dnia, Numer horoskopu, Mijasz mnie, Malowane dni, Czytałem w bardzo mądrych książkach, Doktora dajcie, Kolorowy telewizor

### Albumy[1][7]
- Kolorowy telewizor (LP, Polskie Nagrania „Muza”, SX 2476, 1987)